# Налимов, Игорь Петрович
Налимов Игорь Петрович (1935) — организатор велосипедного движения в России и г. Москве, общественный деятель. Один из основателей (в 1996 г.) и первый президент Русского клуба велопутешествий, основатель и президент Межрегиональной общественной организации «Велотранспортный союз», осуществляющей защиту интересов велосипедистов и содействующей развитию велосипедного движения в России. К.т. н. Член Союза кинематографистов России. Заслуженный путешественник России.
В 1989—1990 гг. под руководством И. П. Налимова был организован первый в истории Советско-американский велопоход сначала в СССР (Москва — Ленинград, 1989 г.), а затем в США (по нескольким штатам, 1990 г.).
По его инициативе были разработаны Концепция развития велотранспорта России, Стратегия развития велотранспорта в России до 2020 г., проект Федерального Закона «О велосипедном транспорте в Российской Федерации», поправки к Правилам дорожного движения РФ. По инициативе И. П. Налимова было составлено Обращение велосипедистов России к президенту РФ Д. А. Медведеву, которое собрало несколько тысяч подписей и было передано в администрацию Президента 24.07.2010.
Под его руководством в 2007—2008 годах в издательстве «Вокруг Света» вышли сборники описания велосипедных маршрутов по Подмосковью «Велотуризм. Подмосковье» и «Велотуризм. Большое кольцо Подмосковья».
Активная деятельность И. П. Налимова и велосипедных общественных организаций заставила государственную власть обратить внимание на проблемы велосипедного движения. После назначения мэром Москвы С. С. Собянина и зам. мэра М. С. Ликсутова правительство Москвы стало уделять больше внимания развитию велосипедной инфраструктуры в г. Москве. Представители общественных организаций стали приглашаться в качестве экспертов на обсуждения по развитию велотранспорта. В частности, стал широко использоваться термин «Велотранспорт», впервые предложенный Велотранспортным союзом.
Под руководством И. П. Налимова и д.т. н. проф. А. Н. Нарбута ежегодно проводятся научные конференции, посвященные велосипедному транспорту в МАДИ.

## Выступления
- Радиостанция «Маяк»
- Русский репортер
- Круглый стол в Гос. Думе РФ 17.10.2011
- СИТИ-FM
- Говорит Москва
- Русская служба новостей
- Вести FM
- Региональные комментарии
- ИТАР-ТАСС
- Выступление на VI Международном зимнем велоконгрессе